# Hadena clara
Hadena clara is een vlinder uit de familie uilen (Noctuidae). De wetenschappelijke naam is voor het eerst geldig gepubliceerd in 1901 door Staudinger.
De soort komt voor in Europa.